# ماثيو ستيواردسون
ماثيو ستيواردسون (بالإنجليزية: Matthew Stewardson)‏ (1974 - 2010)، هو ممثل ومذيع إذاعي وتلفزيوني من جنوب إفريقيا. هو من مواليد مدينة جوهانسبرغ يوم 11 ديسمبر 1974. كانت بداية ناجحة لمسيرته في برنامج طفل نجم أصبح مشهور.
توفي ستيواردسون يوم 10 ديسمبر 2010 بنوبة قلبية على شاطئ خليج جيفريز قبل يوم من عيد ميلاده السادس والثلاثين.

## روابط خارجية
- ماثيو ستيواردسون على موقع IMDb (الإنجليزية)
- ماثيو ستيواردسون على موقع قاعدة بيانات الفيلم (الإنجليزية)